# روبرت تشاسل
روبرت (يعرف أيضا باسم "بوب") تشاسل (Robert J. Chassell) كان أحد مؤسسي مؤسسة البرمجيات الحرة (FSF) في عام 1985. وكان أمين صندوق مؤسسة البرمجيات الحرة. وقد غادر مؤسسة البرمجيات الحرة ليعمل في مواضيع البرمجيات الحرة.
وقد ألف عدد من الكتب منها:
- روبرت تشاسل. (2003). حرية البرامج: مقدمة. بوسطن: جنو برس. {{استشهاد بكتاب}}: الوسيط غير المعروف |الرقم المعياري= تم تجاهله يقترح استخدام |ردمك= (مساعدة)
- روبرت تشاسل (2004). مقدمة لبرمجة إيماكس لسب. بوسطن: جنو برس. {{استشهاد بكتاب}}: الوسيط غير المعروف |الرقم المعياري= تم تجاهله يقترح استخدام |ردمك= (مساعدة)

## وصلات خارجية
- الصفحة الشخصية لبوب
- مقابلة 30 دقيقة مع روبرت
- نسخة إلكترونية من "حرية البرمجة: مقدمة"
- نسخة إلكترونية من "مقدمة لبرمجة إيماكس لسب"
- نسخة إلكترونية من "الأختيار والقيد"